# Festuca duriotagana
Festuca duriotagana es una especie vegetal perteneciente al género Festuca. 

## Descripción
Se trata de una gramínea que según los botánicos Franco y Rocha Afonso es una especie endémica del país luso, no obstante, es poco común. Se encuentra en los márgenes pedregosos y arenosos del río de las Alcáçovas, en la región portuguesa del Alentejo. La época de floración tiene lugar entre mayo y junio. Asimismo, se han reportado casos en España, en la provincia de Salamanca (Castilla y León) y en la comunidad autónoma de Extremadura.

## Subespecies
Pueden describirse dos subespecies, ambas presentes en Portugal:
- Festuca duriotagana var. duriotagana
- Festuca duriotagana var. barbata